# Estat de Vargas
L'Estat de Vargas és un dels 23 estats en què és dividida Veneçuela. La capital de l'estat és La Guaira.

## Municipis i parròquies
1. Vargas (La Guaira)[4]

Vargas té només un municipi, Vargas, es és dividit en 11 parròquies.
- Caraballeda
- Carayaca
- Carlos Soublette (Maiquetía)
- Caruao (La Sabana)
- Catia La Mar
- El Junco
- La Guaira
- Macuto
- Maiquetía
- Naiguatá
- Raul Leoni (Catia La Mar)